# Filadelfión
Filadelfión (en griego antiguo: Φιλαδέλφειον) era un antiguo santuario dedicado a Tique, la personificación de la buena fortuna, en la ladera occidental del monte Cinto, en la isla griega de Delos. Sus ruinas forman parte del yacimiento arqueológico de Delos, declarado Patrimonio de la Humanidad por la Unesco.

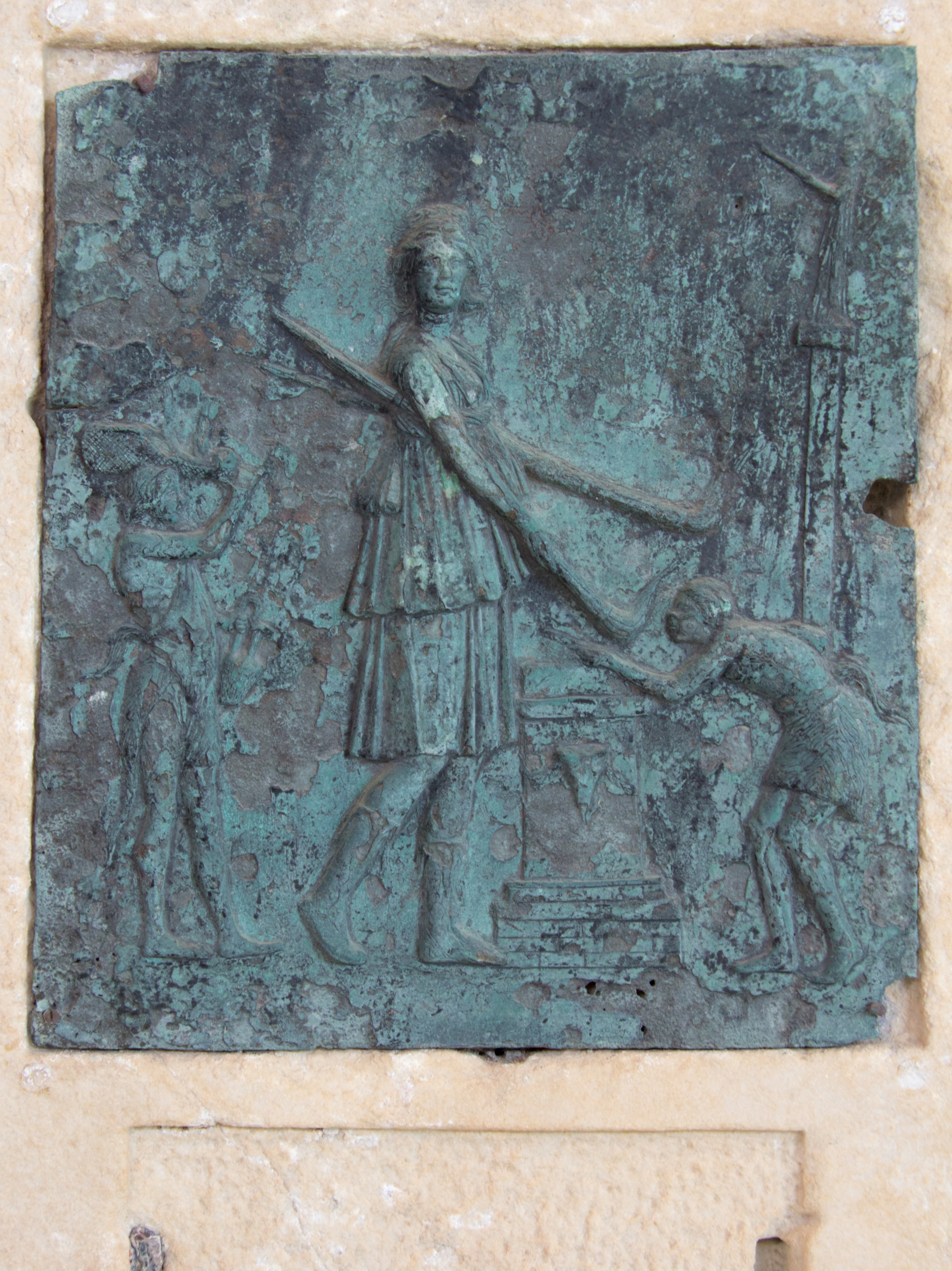
Relieve de bronce de Artemisa del santuario. Museo Arqueológico de Delos.

El santuario fue construido por Ptolomeo II Filadelfo en los años 200 a. C. Originalmente estaba dedicado a la reina Arsinoe, hermana y consorte de Ptolomeo. Originalmente estaba dedicado a la reina Arsínoe, hermana y consorte de Ptolomeo, y fue elevado a la categoría de diosa tras su muerte hacia el 270 a .C. Arsínoe se asociaba a menudo con Tique o buena fortuna, y ambas solían representarse junto con la cornucopia. Con el tiempo, el culto a Tique eclipsó al de la reina.
Del santuario sólo quedan sus cimientos y las partes inferiores de las columnas. En la ladera de la montaña se encuentra también la llamada Cueva de Cinto. En la cima de la montaña se encuentra el Santuario de Zeus y Atenea en Cinto.